# Klaffer am Hochficht
Klaffer am Hochficht ist eine Gemeinde in Oberösterreich im Bezirk Rohrbach im oberen Mühlviertel mit 1358 Einwohnern (Stand 1. Jänner 2024).

## Geografie
Klaffer am Hochficht liegt an der Großen Mühl. Der Schwarzenbergscher Schwemmkanal mündet auf dem Gemeindegebiet in die Mühl. Diese bildet die Gemeindegrenze im Südwesten in einer Höhe von 600 Meter über dem Meer. Nach Nordosten steigt das Land bewaldet bis zum Hochficht auf 1338 m ü. A. an. Weitere Berge sind der Reischlberg (1281 m ü. A.), der Fleischhackerberg (1222 m ü. A.), der Dachsberg (902 m ü. A.), der Haselberg (746 m ü. A.), der Kühberg (716 m ü. A.) und der Schusterberg (647 m ü. A.). Die Ausdehnung beträgt von Nord nach Süd 6,9 km und von West nach Ost 8,6 km. Die Gemeinde hat eine Fläche von 28 Quadratkilometer. Davon sind über sechzig Prozent bewaldet und rund dreißig Prozent werden landwirtschaftlich genutzt.

### Gemeindegliederung
Das Gemeindegebiet umfasst folgende Ortschaften (in Klammern Einwohnerzahl Stand 1. Jänner 2024):
- Freundorf (319)
- Holzschlag (0)
- Klaffer am Hochficht (445)
- Panidorf (155)
- Pfaffetschlag (188)
- Schönberg (138)
- Vorderanger (113)

Klaffer liegt im Gerichtsbezirk Rohrbach.

### Nachbargemeinden
|                             | Nová Pec (Tschechien)                       |                          |
| Schwarzenberg am Böhmerwald | Kompassrose, die auf Nachbargemeinden zeigt | Horní Planá (Tschechien) |
|                             | Ulrichsberg                                 |                          |

## Geschichte
Das Gebiet gehörte in der ersten Hälfte des 13. Jahrhunderts den Falkensteinern, die Ministerialen des Bischofs von Passau waren. Durch Heirat kam es dann in den Besitz des Witigonen Zawisch von Falkenstein. 1289 eroberten die Habsburger das Gebiet, verpfändeten es jedoch 1331 an die Herren von Walsee. In dieser Zeit dürfte der Ort Klaffer entstanden sein, der in einem Kaufvertrag 1396 erstmals urkundlich erwähnt wird. Der heute zum Gemeindegebiet gehörige Klafferbach wurde allerdings bereits 1264 im Zuge der Schenkung des Budiwoj von Krumau an das Stift Schlägl genannt.
Unbekannt ist, wie das Gebiet an das südsteirische Adelsgeschlecht der Prüschenk kam. Diese verkauften es jedoch 1522 zusammen mit Freundorf an das Kloster Schlägl. Das Kloster legte in der Mitte des 15. Jahrhunderts Pfaffetschlag an, um 1700 Vorderanger und etwas später Holzschlag. Panidorf wurde vom Hofgerichtsschreiber Josef Pani gegründet, der ab 1827 die ersten Häuser bauen ließ. Schönberg ist der jüngste Ort der Gemeinde, er entstand im 19. Jahrhundert.
Die Gemeinde Klaffer in der heutigen Form entstand nach der Auflösung der Grundherrschaft 1848. In der Zeit des Nationalsozialismus war Klaffer der Gemeinde Ulrichsberg angegliedert.
Seit 1958 ist Klaffer eine eigenständige Pfarre.
Klaffer war ab 1850 Teil des Gerichtsbezirks Aigen. 2003 wurde der Gerichtsbezirk Aigen aufgelöst und die Gemeinde dem Gerichtsbezirk Rohrbach zugewiesen.

### Einwohnerentwicklung
1991 hatte die Gemeinde laut Volkszählung 1.311 Einwohner, 2001 schließlich 1.333 Einwohner. Der Zuwachs erfolgte trotz negativer Wanderungsbilanz, da die Geburtenbilanz deutlich positiv war. In den Jahren 2001 bis 2011 wurde die Abwanderung stärker, sodass die Bevölkerungszahl auf 1.299 Personen im Jahr 2011 zurückging.

## Kultur und Sehenswürdigkeiten

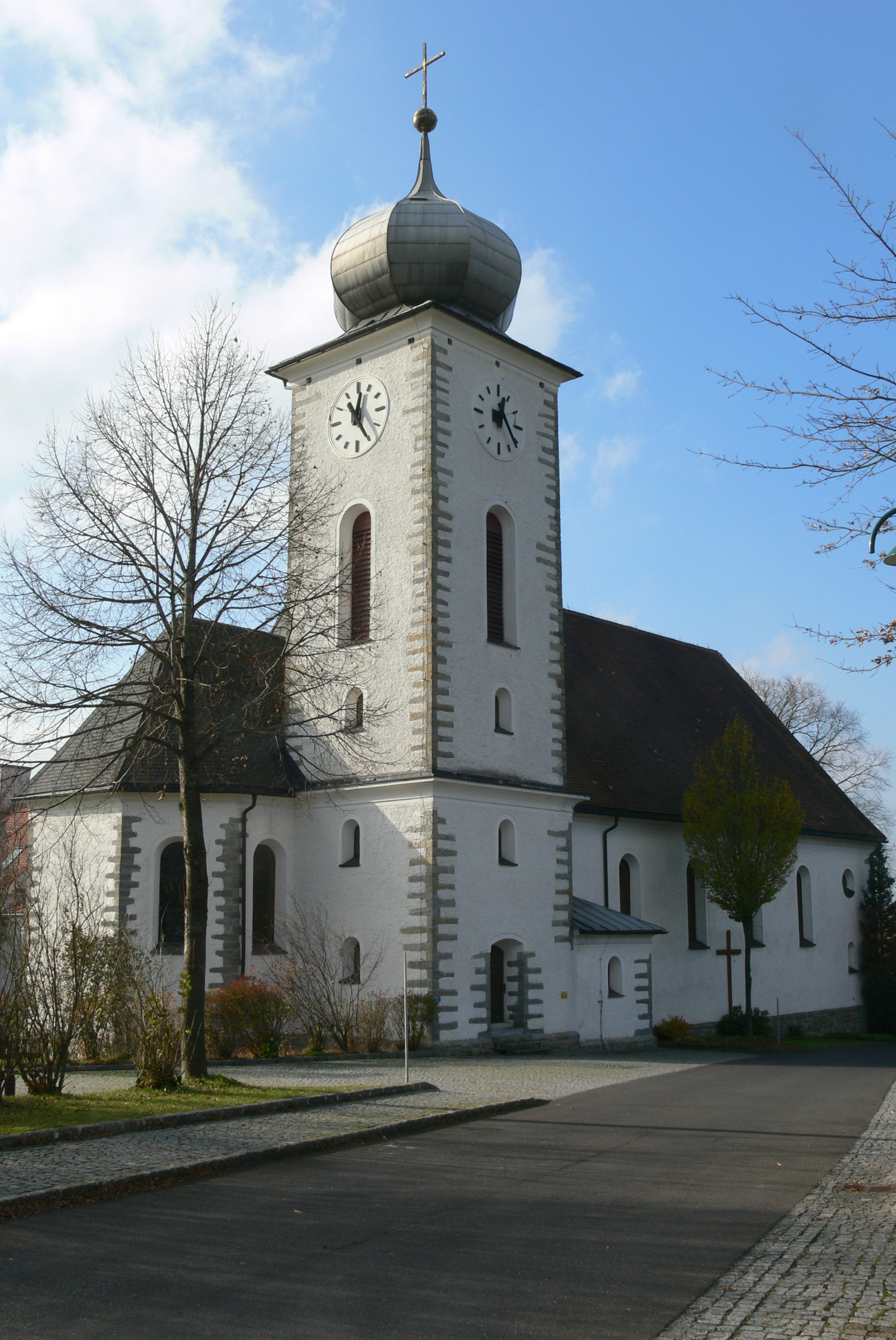
Pfarrkirche Klaffer

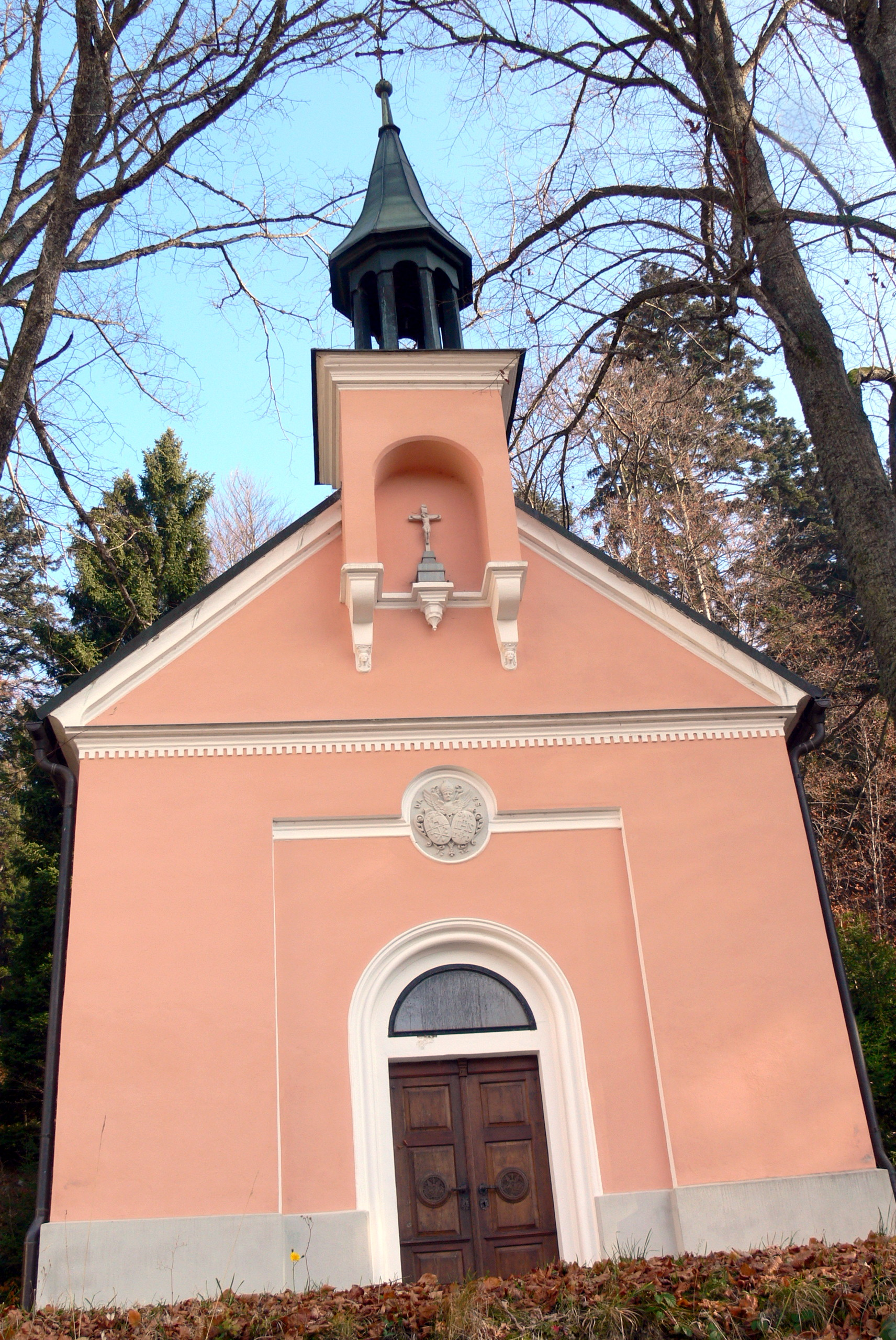
Kapelle Holzschlag

- Katholische Pfarrkirche Klaffer Mariä Himmelfahrt
- Der Heilkräutergarten Klaffer am Hochficht ist der größte Heilkräutergarten Österreichs.
- Spätbarocke Obermühle Klaffer
- Forsthaus Holzschlag und Kapelle Holzschlag
- Badesee
- Urlsee
- Naturschutzgebiet Orchideenwiese in Freundorf
- Naturschutzgebiet Stadlau: Das etwa 18 ha große Feuchtwiesengebiet der Stadlau besitzt ornithologisch europaweite Bedeutung, da es sich um Brut- und Rastplätze von Wachtelkönig, Bekassine, Braunkehlchen, Wiesenpieper und Rohrammer handelt.[7]

## Wirtschaft und Infrastruktur

### Wirtschaftssektoren
Von den 54 landwirtschaftlichen Betrieben des Jahres 2010 wurden fünfzehn im Haupterwerb geführt. Diese bewirtschafteten drei Viertel der Flächen. Im Produktionssektor arbeitete rund die Hälfte der Erwerbstätigen in den Bereichen Warenherstellung und Bauwirtschaft. Die größten Arbeitgeber im Dienstleistungssektor waren die sozialen und öffentlichen Dienste sowie der Bereich Beherbergung und Gastronomie.
| Wirtschaftssektor            | Anzahl Betriebe | Anzahl Betriebe | Erwerbstätige | Erwerbstätige |
| Wirtschaftssektor            | 2011            | 2001            | 2011          | 2001          |
| ---------------------------- | --------------- | --------------- | ------------- | ------------- |
| Land- und Forstwirtschaft 1) | 54              | 69              | 21            | 23            |
| Produktion                   | 14              | 6               | 57            | 38            |
| Dienstleistung               | 39              | 26              | 106           | 90            |

1) Betriebe mit Fläche in den Jahren 2010 und 1999

### Berufspendler
Im Jahr 2011 lebten 675 Erwerbstätige in Klaffer am Hochficht. Davon arbeiteten 113 in der Gemeinde, mehr als achtzig Prozent pendelten aus.

### Fremdenverkehr
Die rund 30.000 Übernachtungen im Jahr zeigen zwei Spitzen. Eine kurze im Februar und eine längere in den Sommermonaten Juni, Juli und August (Stand 2019).

## Politik

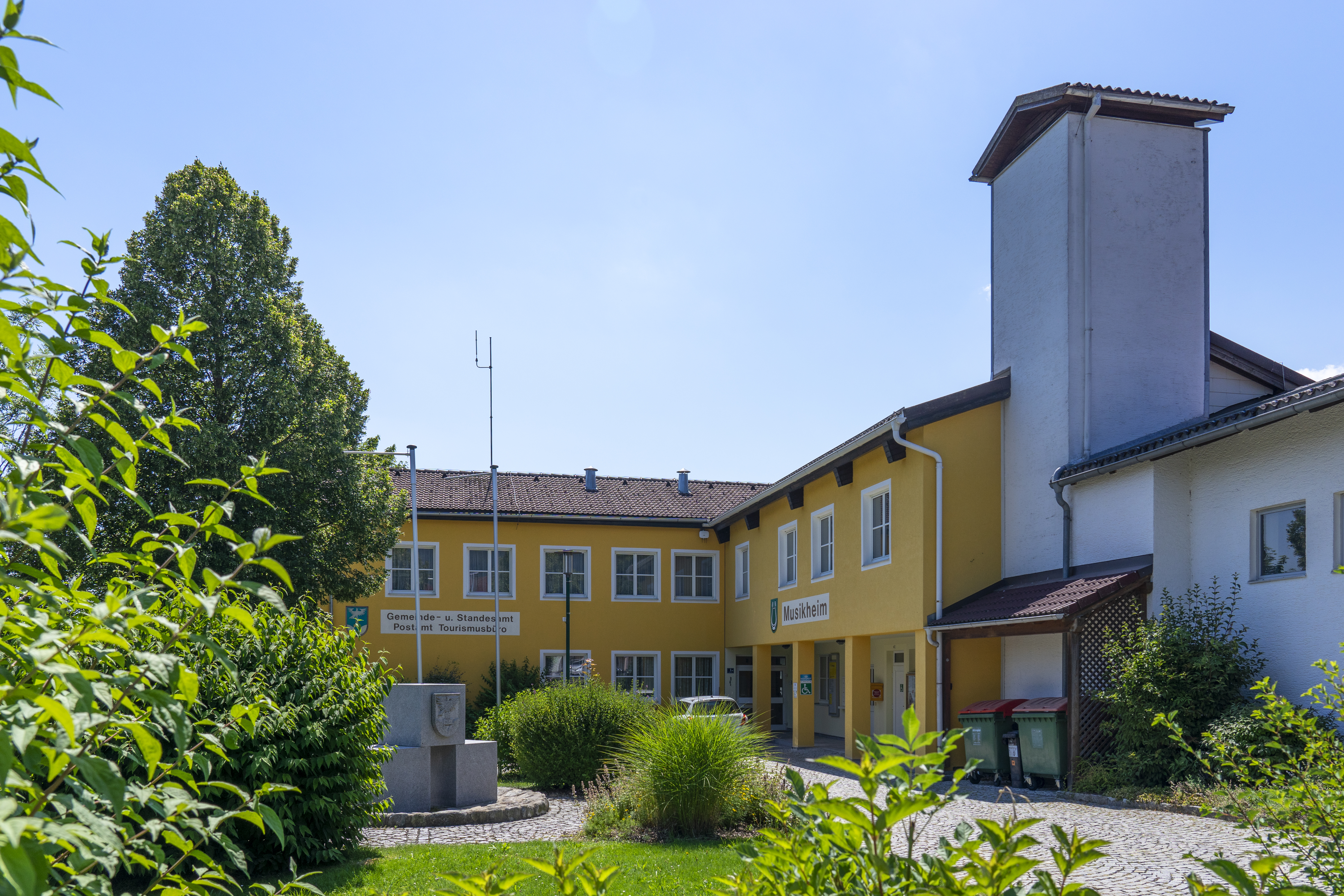
Gemeindeamt

| Der Gemeinderat hat 13 (seit 2021, davor 19) Mitglieder. - Mit den Gemeinderats- und Bürgermeisterwahlen in Oberösterreich 1997 hatte der Gemeinderat folgende Verteilung: 8 ÖVP, 9 SPÖ und 2 FPÖ. - Mit den Gemeinderats- und Bürgermeisterwahlen in Oberösterreich 2003 hatte der Gemeinderat folgende Verteilung: 10 ÖVP und 9 SPÖ. - Mit den Gemeinderats- und Bürgermeisterwahlen in Oberösterreich 2009 hatte der Gemeinderat folgende Verteilung: 12 ÖVP, 6 SPÖ, und 1 FPÖ. - Mit den Gemeinderats- und Bürgermeisterwahlen in Oberösterreich 2015 hatte der Gemeinderat folgende Verteilung: 12 ÖVP, 4 FPÖ, und 3 SPÖ. - Mit den Gemeinderats- und Bürgermeisterwahlen in Oberösterreich 2021 hat der Gemeinderat folgende Verteilung: 9 ÖVP, 2 FPÖ und 2 SPÖ. | Hier fehlt eine Grafik, die leider im Moment aus technischen Gründen nicht angezeigt werden kann. Wir arbeiten daran! |

### Bürgermeister
Bürgermeister seit 1850 waren:
- 1850–1867 Johann Drechsler
- 1867–1876 Mathias Pfoser
- 1876–1879 Anton Jung
- 1879–1882 Johann Schmid
- 1882–1894 Josef Sonnleitner
- 1894–1897 Candidus Grininger
- 1897–1900 Paul Schmid
- 1900–1903 Friedrich Sammer
- 1903–1915 Friedrich Groiss
- 1915–1919 Josef Neudorfer
- 1919–1924 Friedrich Löffler
- 1924–1933 Josef Neudorfer
- 1933–1946 Theodor Pfoser
- 1946–1950 Rudolf Zoidl
- 1950–1969 Josef Fischer
- 1969–1973 Josef Sonnleitner
- 1973–1973 Rupert Krieg
- 1973–1979 Wolfgang Hannesschläger
- 1979–1989 Rupert Egginger
- 1989–1997 Wolfgang Lanzerstorfder
- 1997–2009 Johann Jungbauer
- seit 2009 Franz Wagner (ÖVP)[19]

### Wappen
Blasonierung: In Silber eine blaue, gestürzte, eingebogene, erniedrigte Spitze; darin ein auf drei goldenen, einen über zwei gestellten Quadersteinen stehender, silberner, flugbereiter Falke.
Der Falke steht für das Geschlecht der Herren von Kirchberg, die sich bereits 1140 nachweisen lassen und sich nach ihrer Burg „Falkenstein“ nannten. Sie gelten als Initiatoren der Rodungen im obersten Mühlviertel. Der Einschnitt am Schildfuß deutet auf die Schlucht des Klafferbaches hin.
Die Gemeindefarben sind Blau-Gelb-Grün.

## Persönlichkeiten

### Mit der Gemeinde verbundene Persönlichkeiten
- Alexandra Föderl-Schmid (* 1971), Journalistin, ehemalige Chefredakteur der österreichischen Tageszeitung Der Standard, Korrespondentin der Süddeutschen Zeitung in Israel
- Norbert Johann Pühringer (* 1908; † 1989), Pfarrer, Gründer des Heilkräutergarten Klaffer am Hochficht.